# Anax junius
Anax junius е вид водно конче от семейство Aeshnidae. Видът е незастрашен от изчезване.

## Разпространение
Разпространен е в Бахамски острови, Белиз, Бермудски острови, Британски Вирджински острови, Гваделупа, Гватемала, Доминиканска република, Кайманови острови, Канада (Албърта, Британска Колумбия, Квебек, Манитоба, Нова Скотия, Ню Брънзуик, Онтарио, Остров Принц Едуард и Саскачеван), Куба, Мартиника, Мексико (Веракрус, Долна Калифорния, Дуранго, Идалго, Кинтана Ро, Коауила де Сарагоса, Мичоакан, Морелос, Наярит, Оахака, Синалоа, Сонора, Табаско, Тамаулипас, Халиско, Чиуауа и Юкатан), Пуерто Рико, Русия (Камчатка), САЩ (Айдахо, Айова, Алабама, Аляска, Аризона, Арканзас, Вашингтон, Вашингтон, Вирджиния, Върмонт, Делауеър, Джорджия, Западна Вирджиния, Илинойс, Индиана, Калифорния, Канзас, Кентъки, Колорадо, Кънектикът, Луизиана, Масачузетс, Мейн, Мериленд, Минесота, Мисисипи, Мисури, Мичиган, Монтана, Небраска, Невада, Ню Джърси, Ню Йорк, Ню Мексико, Ню Хампшър, Оклахома, Орегон, Охайо, Пенсилвания, Род Айлънд, Северна Дакота, Северна Каролина, Тексас, Тенеси, Уайоминг, Уисконсин, Флорида, Хавайски острови, Южна Дакота, Южна Каролина и Юта) и Ямайка.

## Описание
Популацията на вида е стабилна.